# Lousana
Lousana est un hameau (hamlet) du Comté de Red Deer, situé dans la province canadienne d'Alberta.

## Démographie
En tant que localité désignée dans le recensement de 2011, Lousana a une population de 46 habitants dans 20 de ses 25 logements, soit une variation de -8.0% par rapport à la population de 2006. Avec une superficie de 0,060 3 km2, le hameau possède une densité de population de 762,852 4 hab/km2 en 2011.
Concernant le recensement de 2006, Lousana abritait 50 habitants dans 23 de ses 25 logements. Avec une superficie de 0,060 3 km2, le hameau possédait une densité de population de 829,2 hab/km2 en 2006.